# Ostateczna operacja
Ostateczna operacja (ang. Operation Finale) – amerykański dramat historyczny z 2018 roku w reżyserii Chrisa Weitza opowiadający prawdziwą historię schwytania Adolfa Eichmanna – nazistowskiego zbrodniarza wojennego współodpowiedzialnego za Holokaust. W rolach głównych wystąpili: Oscar Isaac, Ben Kingsley, Mélanie Laurent, Lior Raz, Nick Kroll, Joe Alwyn oraz Haley Lu Richardson.

## Fabuła
Rok 1960. Izraelskiej agencji wywiadowczej Mosad udaje się ustalić, że pewien mężczyzna mieszkający w argentyńskim Buenos Aires to w rzeczywistości ukrywający się pod zmienionym nazwiskiem Adolf Eichmann – nazistowski zbrodniarz wojenny będący głównym koordynatorem i wykonawcą Holokaustu w czasie II wojny światowej. Grupa żydowskich szpiegów z Mosad wciela w życie operację polegającą na uprowadzeniu Eichmanna i przetransportowaniu go samolotem do Izraela, gdzie miałby stanąć przed sądem i odpowiedzieć za ludobójstwo. Porwanie nazisty przebiega pomyślnie, jednakże żydowscy agenci zostają zmuszeni pozostać wraz z uprowadzonym ponad dziesięć dni w swojej kryjówce na terenie miasta z powodu nagłego opóźnienia terminu odlotu samolotu. Ponadto okazuje się, że przelot Eichmanna do Izraela możliwy jest jedynie za wyrażeniem jego pisemnej zgody. W międzyczasie syn uprowadzonego zbrodniarza, Klaus wraz z nazistami dokładnie przeszukuje okolicę w celu odzyskania swojego ojca i uchronienia go przed odpowiedzialnością karną. Na skraju niepowodzenia misji Peter Malkin – jeden z członków grupy, która dokonała porwania – podejmuje się desperackiej próby wynegocjowania podpisu od Eichmanna.

## Obsada
- Oscar Isaac jako Peter Malkin
- Ben Kingsley jako Adolf Eichmann
- Mélanie Laurent jako Hanna Elian (postać inspirowana Yonahem Elianem)
- Lior Raz jako Isser Harel
- Nick Kroll jako Rafi Etan
- Joe Alwyn jako Klaus Eichmann
- Michael Aronov jako Zvi Aharoni
- Haley Lu Richardson jako Sylvia Hermann
- Michael Benjamin Hernandez jako Dani Shalom
- Greg Hill jako Moshe Tabor
- Ohad Knoller jako Ephraim Ilian
- Torben Liebrecht jako Yaakov Gat
- Simon Russell Beale jako David Ben-Gurion
- Pêpê Rapazote jako Carlos Fuldner
- Greta Scacchi jako Vera Eichmann
- Peter Strauss jako Lothar Hermann